# Santo Tomás (San Salvador)
Santo Tomás è un comune del dipartimento di San Salvador, in El Salvador.